# Mercerizzazione
La mercerizzazione è un trattamento chimico effettuato sul cotone, o su altri tessuti artificiali, eseguito per mezzo di soluzioni a base di soda caustica. Al termine del processo di mercerizzazione, i tessuti acquisiscono una maggiore lucentezza. Caratteristica che rimane nel tessuto permanentemente. Oltre alla lucentezza, i tessuti subiscono un accorciamento della fibra, oltre che acquisire una maggiore resistenza, elasticità e facilità alla colorazione.

## Storia
Il nome di questo trattamento deriva dall'inventore John Mercer, che nel 1844, mentre era intento a filtrare un composto a base di soda caustica per mezzo di una pezza in cotone, si rese conto di come tale tessuto avesse subito degli importanti cambiamenti strutturali. Questa scoperta venne brevettata dallo stesso Mercer sei anni dopo, anche se non si rese conto delle modifiche apportate sulla lucentezza del tessuto. Soltanto nel 1895 la società Thomas e Prévost, della città di Krefeld, scoprirono tale effetto, che non poté essere brevettato a causa di una controversia con un altro chimico inglese, H. Lowe.

## Procedimento
Il materiale viene immerso, per un tempo che varia tra i 5 e i 10 minuti, in una soluzione a base di soda caustica a 35° Bé. Saltuariamente, al posto della soda caustica, viene usato anche l'idrato di potassio. Durante l'immersione il materiale viene tenuto in tensione, per evitare l'accorciamento del tessuto dovuto all'azione della sostanza chimica. Trascorso il tempo di immersione, il materiale viene immerso in ulteriori sostanze, per rimuovere tutta la soda caustica.